# لی سول
لی سول (کره‌ای: 이설؛ انگلیسی: Lee Seol؛ زادهٔ ۱۳ آوریل ۱۹۹۳) بازیگر اهل کره جنوبی است. او بیشتر به خاطر ایفای نقش در کمتر از شیطان شناخته می‌شود.